# لنو (لمباردی)
لنو (به ایتالیایی: Leno) یک کومونه در ایتالیا است که در استان برشا واقع شده‌است.

## خصوصیات
لنو ۵۸ کیلومترمربع مساحت و ۱۴۳۵۷ نفر جمعیت دارد.